# Caryophyllaceae
Caryophyllaceae es una familia de plantas herbáceas perteneciente al orden Caryophyllales.

## Descripción
Son hierbas, más raramente arbustos  o subarbustos.
Los tallos suelen presentar nudos engrosados que, ocasionalmente, tienen crecimiento secundario anómalo. Las hojas son opuestas (algunas especies presentan hojas alternas) simples, enteras, usualmente son estrechas y suelen estar conectadas por una línea transversal en la base. Pueden tener o no estípulas.
Las flores se presentan en cimas dicasiales, también solitarias. Suelen ser regulares, hermafroditas, rara vez unisexuales, hipóginas, o, a veces, períginas. Pueden ser pentámeras o, más raramente, tetrámeras.
Sépalos libres o casi libres o bien pueden estar soldados formando un tubo con un anillo nectarífero en el interior.

Los pétalos pueden estar presentes o ausentes, con presentación 5 a 10 estambres en 1 o 2 ciclos.

El gineceo consta de 2-5 carpelos, con estilos más o menos soldados.

Ovario súpero, unilocular por arriba y más o menos dividido hacia la base, suele presentar una columna placentaria, generalmente continua. Suelen tener numerosos primordios seminales.
El fruto suele ser una cápsula dehiscente por tantas valvas (o el doble) que estilos, también puede ser utricular y entonces suele encerrar el cáliz o el hipanto. Algunas especies tienen el fruto en baya. Las semillas suelen estar ornamentadas.

## Subfamilias
- Alsinoideae
- Caryophylloideae
- Paronychioideae[1]

## Tribus
| - Alsineae - Caryophylleae - Corrigioleae - Drypideae | - Geocarpeae - Habrosieae - Paronychieae | - Polycarpeae - Pycnophylleae - Sclerantheae - Sileneae |

## Géneros
La familia consta de 88 géneros con unas 2000 especies, como importantes:
| - Acanthophyllum - Achyronychia - Agrostemma - Allochrusa - Alsinidendron - Ankyropetalum - Arenaria - Bolanthus - Bolbosaponaria - Brachystemma - Bufonia - Cardionema - Cerastium - Cerdia - Colobanthus - Cometes - Corrigiola - Cucubalus - Cyathophylla - Dianthus - Diaphanoptera - Dicheranthus - Drymaria - Drypis - Geocarpon - Gymnocarpos - Gypsophila - Habrosia - Haya - Herniaria | - Holosteum - Honckenya - Illecebrum - Kabulia - Krauseola - Kuhitangia - Lepyrodiclis - Lochia - Loeflingia - Lychnis - Mesostemma - Microphyes - Minuartia - Moehringia - Moenchia - Myosoton - Ochotonophila - Ortegia - Paronychia - Pentastemonodiscus - Petrocoptis - Petrorhagia - Philippiella - Phrynella - Pinosia - Pirinia - Pleioneura - Plettkea - Pollichia | - Polycarpaea - Polycarpon - Polytepalum - Pseudostellaria - Pteranthus - Pycnophyllopsis - Pycnophyllum - Reicheella - Sagina - Sanctambrosia - Saponaria - Schiedea - Scleranthopsis - Scleranthus - Sclerocephalus - Scopulophila - Selleola - Silene - Spergula - Spergularia - Sphaerocoma - Stellaria - Stipulicida - Thurya - Thylacospermum - Uebelinia - Vaccaria - Velezia - Wilhelmsia - Xerotia |